# Arrondissement de Nienbourg
L'arrondissement de Nienbourg est une ancienne subdivision administrative française du département des Bouches-du-Weser créée en 1811 et supprimée en 1814.

## Historique
Créés par le sénatus-consulte du 13 décembre 1810, les départements français « anséatiques » sont administrativement organisés par un décret impérial du 4 juillet 1811 et l'arrondissement de Nienbourg est officiellement créé à cette occasion.
M. Salomon et François Maurice Billig en sont successivement sous-préfets,,.
L'ensemble des unités administratives françaises anséatiques est officiellement supprimé par le traité de Paris en mai 1814.
L'arrondissement correspond essentiellement aux arrondissements de Nienburg/Weser et de Diepholz de l'actuel Land de Basse-Saxe.

## Composition
Il comprenait les cantons de Bassum, Alt-Bruchhausen, Hoya, Liebenau, Nienbourg, Rethem, Stolzenau, Sulingen et Walsrode.